# Villa Vollrath

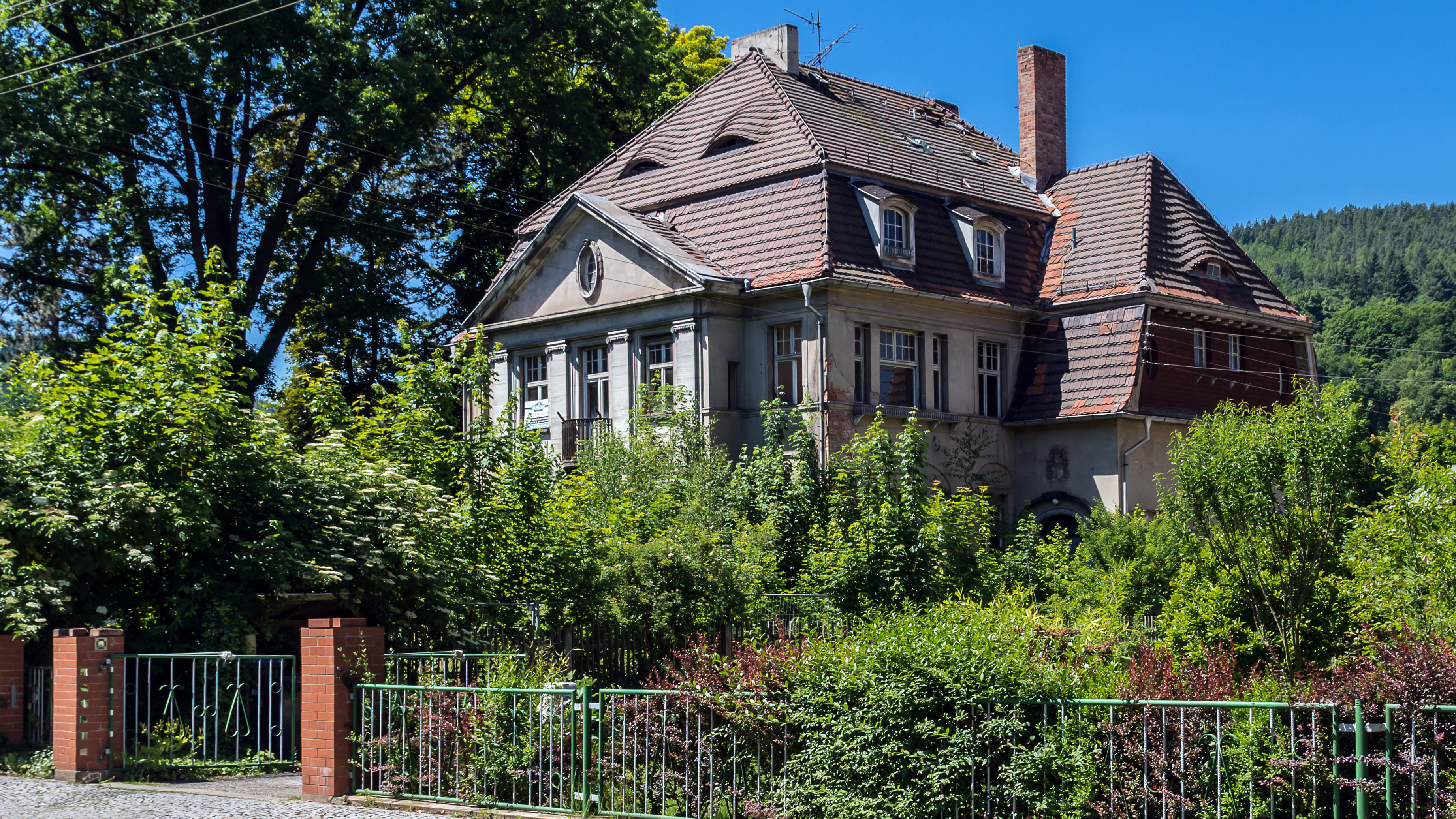
Die Villa Vollrath im Jahr 2014

Villa Vollrath bezeichnet eine 1911 erbaute Villa in Bad Blankenburg, Schwarzburger Straße 13. In der neueren Stadtplanung wird sie auch Schleicher-Villa genannt, nach Karl Schleicher, einem Teilhaber der Firma C. Vollrath & Sohn. Die Villa ist in die Liste der Kulturdenkmale in Bad Blankenburg eingetragen.

## Architektur und Geschichte
1911 ließ der Fabrikant für Textilschläuche Wilhelm Vollrath in Bad Blankenburg auf einem über 7000 m² großem Grundstück in bester Lage eine große Villa im Reformstil errichten. Die zweigeschossige Wohnung darüber bekam eine geräumige Halle, in der eine geschwungene, reich dekorierte Holztreppe in die Schlafräume im ersten Obergeschoss führt, und eine repräsentative Innenausstattung mit hölzernen Wandvertäfelungen, Stuckdecken, verzierten Flügeltüren und Jugendstilkeramik in Küche und Bad. Das Mansardgeschoss enthielt Wohnungen für das Personal. Der Keller wurde als lichtes Souterrain ausgeführt. Die Fassaden wurden neoklassizistisch gestaltet und mit Bildreliefs versehen.
Nach der Wende wurde die Villa den Eigentümerfamilien zurückübertragen, stand 25 Jahre lang leer, war Vandalismus ausgesetzt und verfiel. Eine im Januar 2021 durch den Fotografen Jan Kobel erstellte Fotodokumentation zeigt die noch solide Bausubstanz und belegt, „dass die Villa im wesentlichen, von den Fundamenten über die Fenster und Parkettböden bis zum Dachstuhl, noch in erstaunlich stabilem bis gutem Zustand ist.“